# Botanophila graeca
Botanophila graeca este o specie de muște din genul Botanophila, familia Anthomyiidae, descrisă de Willi Hennig în anul 1970.
Este endemică în Grecia. Conform Catalogue of Life specia Botanophila graeca nu are subspecii cunoscute.